# Artur Śliwiński

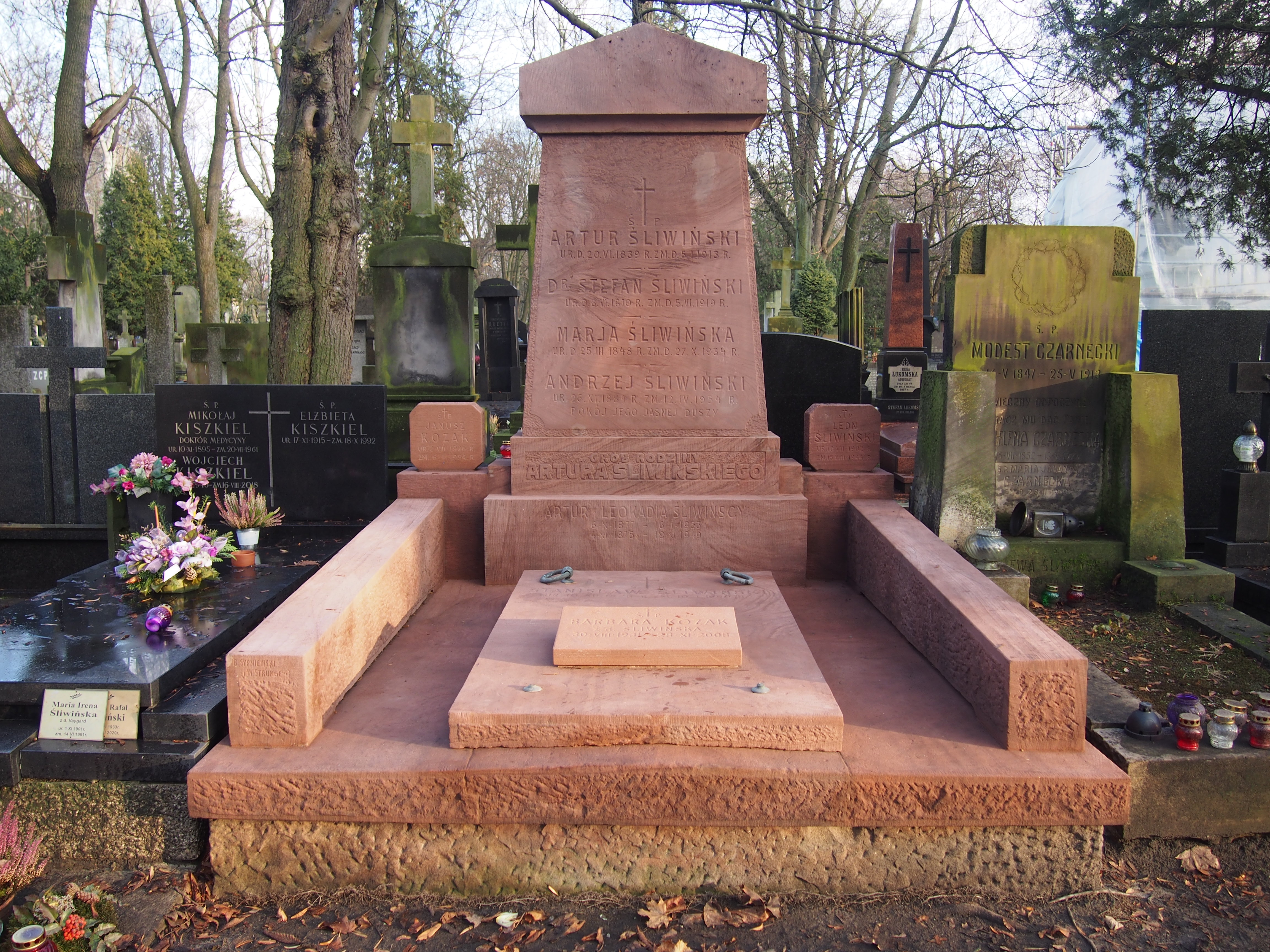
Grób Artura Śliwińskiego na cmentarzu Powązkowskim w Warszawie

Artur Śliwiński (ur. 17 sierpnia 1877 w Ruszkach, zm. 16 stycznia 1953 w Warszawie) – polski historyk, publicysta, polityk, premier Polski w 1922, senator IV i V kadencji w II RP w latach 1935–1939, wolnomularz.

## Życiorys
Urodził się w rodzinie ziemiańskiej jako syn Artura i Mani z Zielińskich, właścicieli folwarków Ruszki i Wyrów k. Żychlina. Miał liczne rodzeństwo – starsi bracia Stefan był lekarzem, Stanisław – inżynierem cukrownikiem, młodszy Tadeusz – technologiem cukrownikiem. Ukończył gimnazjum w Warszawie oraz studiował w Akademii Handlowej w Lipsku.
Od 1902 był członkiem Polskiej Partii Socjalistycznej. W latach 1900–1905 współpracował z lewicowymi czasopismami w Warszawie. W okresie rewolucji 1905 przebywał w Kijowie, gdzie kierował miejscową organizacją PPS. W 1905 ożenił się z Leokadią Czarnecką. W 1906 roku, będąc pod nadzorem policyjnym, wraz z żoną wyjechał do Galicji. W listopadzie 1906 został redaktorem teoretycznego dwutygodnika „Trybuna” w Krakowie, nieoficjalnego organu „starych”, po rozłamie w PPS – Frakcji Rewolucyjnej. Od 1907 członek Komitetu Zagranicznego PPS. W 1907 osiedlił się na stałe wraz z żoną w Warszawie. W tym okresie pracował w banku. Od 1908 wydawał dwutygodnik „Witeź”. W 1912 był jednym z założycieli, a następnie czołowych działaczy Związku Patriotów.
Podczas I wojny światowej, był jednym z najbliższych współpracowników starszej generacji Józefa Piłsudskiego. Inspirator powstania i jeden z przywódców działającego od sierpnia do października 1914 Zjednoczenia Organizacji Niepodległościowych w którym reprezentował PPS. Po przekroczeniu linii frontu we wrześniu 1914 został jednym z inicjatorów a następnie działaczy Polskiej Organizacji Narodowej. W październiku 1914 przedostaje się powtórnie do Warszawy i tam współuczestniczy w odbudowie warszawskiej organizacji PPS. Następnie we władzach Unii Stronnictw Niepodległościowych z ramienia PPS. Od połowy 1915 roku wycofuje się całkowicie z działalności na terenie PPS i od tej pory działa w Związku Patriotów i USN. Jeden z inicjatorów a następnie członków utworzonego 5 sierpnia 1915 Komitetu Naczelnego Zjednoczonych Stronnictw Niepodległościowych. 
Od 18 grudnia 1915 do 18 lutego 1917 przewodniczył Centralnemu Komitetowi Narodowemu w Warszawie. W 1917 został sekretarzem Tymczasowej Rady Stanu i prezesem Stronnictwa Niezawisłości Narodowej. Był jednym z czołowych działaczy Komisji Porozumiewawczej Stronnictw Demokratycznych.
Po wojnie, w latach 1918–1919 pełnił funkcję wiceprezesa Warszawskiej Rady Miejskiej, a w latach 1919–1922 był wiceprezydentem Warszawy. Został powołany na urząd premiera 28 czerwca 1922. Podał się do dymisji 7 lipca 1922. W 1925 został dyrektorem naczelnym Teatrów Miejskich w Warszawie, a w latach 1932–1939 był dyrektorem Polskiego Banku Komunalnego. W latach 30. wrócił do polityki, tym razem pełniąc mandat senatora (1935–1939), jako powoływany przez prezydenta.
Po wybuchu II wojny światowej był członkiem Komitetu Obywatelskiego przy dowódcy Armii „Warszawa”. Był jednym z 12 zakładników wskazanych Niemcom zgodnie z aktem kapitulacji miasta z 28 września „celem zabezpieczenia przed aktami sabotażu”. W latach 1939–1941 prezesował Stołecznemu Komitetowi Samopomocy Społecznej.
Zmarł 16 stycznia 1953 w Warszawie, został pochowany na cmentarzu Powązkowskim (kwatera 50-6-6/7). W 2022 z inicjatywy premiera Mateusza Morawieckiego, grób Artura Śliwińskiego został odnowiony. Cały projekt został zrealizowany przez Fundację Stare Powązki we współpracy z Kancelarią Prezesa Rady Ministrów.
Materiały archiwalne Artura Śliwińskiego znajdują się w PAN Archiwum w Warszawie pod sygnaturą III-59.

## Życie prywatne
W 1905 ożenił się z Leokadią Czarnecką, z którą miał dwie córki.

## Ordery i odznaczenia
- Krzyż Komandorski Orderu Odrodzenia Polski (2 maja 1924)[14][15]
- Złoty Wawrzyn Akademicki (5 listopada 1935)[16]